# کوپار
کوپار (به انگلیسی: Cupar) یک شهرک در اسکاتلند است که در فایف واقع شده‌است. کوپار ۹٬۲۰۰ نفر جمعیت دارد.